# Castle Rising Castle
Castle Rising Castle är ett slott i Storbritannien.   Det ligger i grevskapet Norfolk och riksdelen England, i den sydöstra delen av landet, 150 km norr om huvudstaden London. Castle Rising Castle ligger 37 meter över havet.
Terrängen runt Castle Rising Castle är platt. Runt Castle Rising Castle är det ganska tätbefolkat, med 90 invånare per kvadratkilometer. Närmaste större samhälle är King's Lynn, 6,7 km sydväst om Castle Rising Castle. Trakten runt Castle Rising Castle består till största delen av jordbruksmark.